# Otto Lasius
Ernst Friedrich Otto Lasius (* 4. Oktober 1797 in Hannover; † 4. März 1888 in Oldenburg (Oldb)) war ein deutscher Architekt und Oberbaudirektor des Großherzogtums Oldenburg.

## Leben
Otto Lasius war ein Sohn des Vermessungsoffiziers Georg Siegmund Otto Lasius (1752–1833). Er wuchs zunächst in Hannover auf und besuchte ab 1809 das Alte Gymnasium in Oldenburg. Mit siebzehn Jahren trat er in das 1813 neuaufgestellte oldenburgische Militärkontingent ein und nahm im Sommer 1815 am Festungskrieg im deutsch-französischen Grenzgebiet und bei den Kämpfen von Mézières bei Sedan und Montmédy im September 1815 teil. Nach der Rückkehr des Regiments wurde er mit seiner Kompanie nach Jever verlegt und 1816 nach Rastede versetzt. Dort arbeitete er unter Heinrich Carl Slevogt am klassizistischen Umbau des Schlosses mit. 1818 wurde Lasius dem Vermessungsamt zugeteilt und 1820 zum Architektur-Studium an der Universität Göttingen beurlaubt, um sich die theoretischen Grundlagen seines Berufes anzueignen. 1822 kehrte er nach Oldenburg zurück und wurde zunächst mit Deichbauarbeiten in Fedderwarden beauftragt. 1823 wurde er als Baukondukteur nach Jever versetzt, wo er unter Slevogt am Ausbau des neugegründeten Seebades Wangerooge mitwirkte. 1831 war er als Kammerassessor und ab 1838 als Bau- und Hofrat in Oldenburg tätig. 1857 übernahm er die Leitung der zu dieser Zeit erstmals in die Bereiche Hoch- und Tiefbau getrennten Bauverwaltung des Großherzogtums. 1868 wurde er zum Oberbaudirektor befördert. 1874 trat er mit 77 Jahren in den Ruhestand.

## Wirken in der Oldenburgischen Bauverwaltung
Lasius war ab 1842 Mitglied der Kommission des Peter Friedrich Ludwigs Hospitals und hatte neben Heinrich Strack, dem Hofbaumeister in Oldenburg, wesentlichen Anteil an der Baudurchführung dieses für den oldenburgischen Klassizismus zentralen Gebäudes. Außerdem wirkte er bei der seit 1846 entstandenen, von Hero Diedrich Hillerns entworfenen, Bibliothek in Oldenburg mit. Von Lasius selbst sind nur wenige Bauten erhalten, sein Einfluss war jedoch durch seine Stellung als oberster Baubeamter und durch die von ihm erstellten Gutachten und Entwürfe bedeutend.

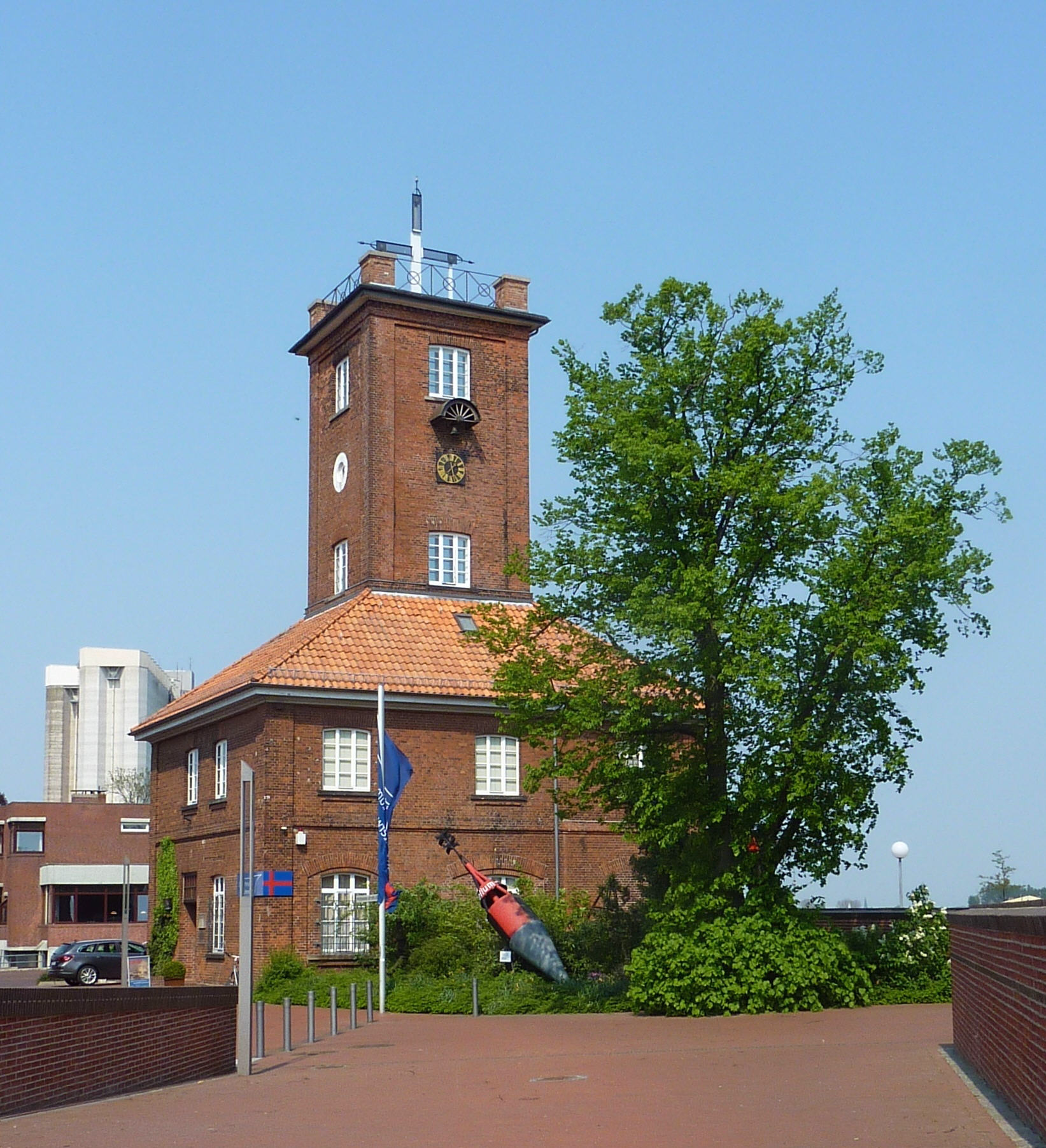
Telegraph in Brake - Schifffahrtsmuseum der Oldenburgischen Weserhäfen

Als eines der wenigen gesicherten Werke von ihm ist nur der Telegraph in Brake aus dem Jahr 1846 erhalten – der turmartige Backsteinbau war Bestandteil der optischen Telegraphenlinie zwischen Bremen und Bremerhaven und beherbergt seit 1960 das Schiffahrtsmuseum der oldenburgischen Unterweser. Das Gebäude orientiert sich mit seinen Rundbogen an der gleichzeitigen Münchener Schule und in seinem Backstein-Material am Funktionalismus des späten Schinkel.
Weiterhin veröffentlichte Lasius vielfältige hauskundliche und städtebauliche Schriften. Mit der grundlegenden Abhandlung Das friesische Bauernhaus in seiner Entwicklung während der letzten vier Jahrhunderte vorzugsweise in der Küstengegend zwischen der Weser und dem Dollart (1885) wurde er zum Initiator der Gulfhausforschung, da er als erster diesen Haustyp nach Grundriss, Konstruktion und Wirtschaftsweise sowie durch maßstäbliche Zeichnungen und Perspektivskizzen beschrieb. Mit der topographischen und baugeschichtlichen Entwicklung Oldenburgs hatte Lasius sich schon 1845 zum fünfhundertjährigen Jubiläum der Stadt Oldenburg auseinandergesetzt. 1853 verfasste er außerdem eine Denkschrift zur zukünftigen städtebaulichen Gestaltung Oldenburgs, in der er vielfältige Vorschläge für die Anlage eines Bahnhofs und einer Pferdebahn, für die Hafenerweiterung sowie für eine bessere Ausnutzung des vorhandenen Baulandes mit dem Ziel einer Abrundung der weitläufigen Bebauung machte. Wie für viele Architekten seiner Zeit wurde auch für ihn eine Italienreise zum zentralen Bildungserlebnis. Seine Eindrücke vermittelte er auch seinen Schülern Hugo und Adolf Slevogt so wie an den Maler Arthur Fitger. Die Deutsche Bauzeitung nennt weiterhin in Lasius' Nachruf seine Verdienste um die Wiederherstellung des Edo-Wiemken-Denkmals in der Stadtkirche zu Jever. Mit dieser denkmalpflegerischen Maßnahme galt er zugleich als Vater der oldenburgischen Baudenkmalpflege.

## Weiteres Engagement
Während des Vormärz war Lasius wie viele andere Angehörige des Bildungsbürgertums an der langsam entstehenden nationalen Bewegung beteiligt, indem er sich in Vereinen und bei gesamtdeutschen Versammlungen engagierte. Seit 1832 war er Mitglied der oldenburgischen Literarischen Gesellschaft, gehörte 1839 zu den Mitbegründern des Gewerbevereins und des Literarisch-geselligen Vereins, in dem sich die reformbereiten und liberalen Kräfte Oldenburgs sammelten. 1839 nahm er an der gesamtdeutschen Versammlung der Naturforscher in Pyrmont teil. 1848 war er Mitglied einer Bundeskommission zur Festlegung einheitlicher Maße und Gewichte und 1860 und 1862 nahm er an den gesamtdeutschen Architektenversammlungen in Frankfurt und Hannover teil. Trotz dieser verschiedenen Tätigkeiten blieb Lasius eher unpolitisch.
Lasius stand ab Oktober 1863 mit Henry Dunant brieflich in Kontakt. Er antwortete auf die Einladung zur ersten Genfer Konferenz im Jahr 1863 in Genf. In einem Brief vom 20. Oktober 1863 teilt er Dunant mit, dass die oldenburgische Regierung „vollkommen die außerordentliche Bedeutung der Zielsetzung der Versammlung im Interesse der Menschlichkeit anerkennt.“ Er berichtet auch darüber, dass die Regierung „sich bisher keine ausreichend präzise Vorstellung bilden konnte, wie das erstrebte Ziel sich verwirklichen lasse“. Später berichtet er Dunant über die Arbeit des im Januar 1864 gegründeten Verein zur Pflege verwundeter Krieger zum Wohl der Verwundeten Soldaten des Deutsch-Dänischen Krieges. Am 21. März 1865 hält er in Oldenburg einen Vortrag zur Gründung der neuen Vereine zur Pflege verwundeter Krieger und die Erfahrungen, die diese Vereine bereits im Deutsch-Dänischen Krieg gemacht haben.

## Familie
Lasius war verheiratet mit Henriette Juliane geb. Baylon (1802–1855), der Tochter eines Fabrikbesitzers vom Genfersee. Sie war 1826 als Erzieherin der Töchter des Erbprinzen Paul Friedrich August von Oldenburg nach Oldenburg gekommen. Unter den Kindern des Paars war der Architekt und Schweizer Hochschullehrer Georg Lasius (1835–1928).

### Schriften
- Über die Gestalt der Wesermündungen vor dreihundert Jahren. In: Oldenburgische Blätter, Nr. 12–15. 1824.
- Oldenburg zur Zeit unserer Väter. Oldenburg 1845.
- mit C. Sprengel: Untersuchungen über die Torfmoore im Allgemeinen. Ohne Ortsangabe. 1849. (Nachdruck: De Gruyter, Berlin/Boston, ISBN 978-3-11-112285-4. Digitalisat)
- Blicke in der Stadt Oldenburg Vergangenheit und Zukunft. Oldenburg. 1853.
- Deutsche Vorschläge für ein einheitliches Maßsystem. Oldenburg. 1861.
- Erklärung des Handels- und Gewerbevereins zu Oldenburg, die deutsche Goldmünze betreffend. Oldenburg. 1864.
- Die Vereine zur Pflege verwundeter Krieger – ein Vortrag über den Genfer Congreß von 1863/64 und die Erfahrungen aus dem schleswigschen und dem nordamerikanischen Kriege. Oldenburg. 1865.
- Wangeroog und seine Seezeichen. In: Zeitschrift des Architekten- und Ingenieur-Vereins Hannover, Bd. XIII, Jg. 1867, Heft 2, 3, 4; Sp. 157–187. (Digitalisat).
- Das metrische Maßsystem für den oldenburgischen Hausgebrauch erläutert. Oldenburg. 1872.
- Die Ruinen des Klosters Hude. In: Bericht über die Thätigkeit des Oldenburger Landesvereins für Alterthumskunde vom 1. März 1877 bis 1. Januar 1878. Stalling, Oldenburg 1879. S. 17–27.
- Das friesische Bauernhaus in seiner Entwicklung während der letzten vier Jahrhunderte vorzugsweise in der Küstengegend zwischen der Weser und dem Dollart. Ausgabe mit 38 Holzschnitten. Straßburg. 1885.